# Andreas Laskaratos
Andreas Laskaratos (in greco: Ανδρέας Λασκαράτος; Līxouri, 1811 – Atene, 1901) è stato uno scrittore greco.
Seguace di Dionysios Solomos, fu autore nel 1856 del racconto satirico I misteri di Cefalonia, che causò la sua scomunica da parte della Chiesa ortodossa. Imprigionato, nel 1860 redasse con la consueta ironia Le mie sofferenze e le mie osservazioni sulle prigioni di Cefalonia, completa autobiografia in lingua italiana.